# Waleed Zuaiter
Waleed Zuaiter (Sacramento, 1º gennaio 1971) è un attore statunitense di origine palestinese.

## Biografia
Ultimogenito di tre figli di una coppia di immigrati palestinesi, ha esordito al cinema nel 2000 ed è principalmente noto per L'uomo che fissa le capre. È conosciuto principalmente per essere stato il protagonista della serie Baghdad Central.

## Filmografia parziale

### Cinema
- L'uomo che fissa le capre (The Men Who Stare at Goats), regia di Grant Heslov (2009)
- Jimmy Vestvood - Benvenuti in Amerika (Jimmy Vestvood: Amerikan Hero), regia di Jonathan Kesselman (2016)
- Attacco al potere 2 (London Has Fallen), regia di Babak Najafi (2016)
- Il domani tra di noi (The Mountain Between Us), regia di Hany Abu-Assad (2017)
- Billionaire Boys Club, regia di James Cox (2018)
- L'angelo (The Angel), regia di Ariel Vromen (2018)
- Qui e ora (Here and Now), regia di Fabien Constant (2018)
- Saint Judy, regia di Sean Hanish (2018)

### Televisione
- The Good Wife – serie TV, 1 episodio (2011)
- Colony – serie TV, 4 episodi (2018)
- Altered Carbon – serie TV, 6 episodi (2018)
- The Spy – miniserie TV, 5 puntate (2019)
- Baghdad Central – miniserie TV, 6 puntate (2020)
- Oslo, regia di Bartlett Sher – film TV (2021)
- Gangs of London – serie TV, 8 episodi (2022)

## Doppiatori italiani
Nelle versioni in italiano delle opere in cui ha recitato, Waleed Zuaiter è stato doppiato da:
- Matteo Brusamonti in Baghdad Central, Gangs of London
- Domenico Brioschi in Law & Order: Criminal Intent
- Alessandro Messina in NCIS: Los Angeles
- Antonio Palumbo in The Good Wife
- Luigi Ferraro in Blue Bloods
- Mattia Ward in Jimmy Vestvood - Benvenuti in Amerika
- Saverio Indrio in House of Cards
- Christian Iansante in Attacco al potere 2
- Enrico Di Troia in Prison Break
- Massimo De Ambrosis in Altered Carbon
- Maurizio Fiorentini in Colony
- Mauro Gravina in The Spy
- Massimo Bitossi in Oslo